# リュパン賞
リュパン賞 (Prix Lupin) は、かつてフランスのロンシャン競馬場で行われていた競馬の競走。ジョッケクルブ賞（フランスダービー）などへの前哨戦としての位置づけを持っていた。2004年時点の施行条件は芝2100メートル。G1だったが、2005年にジョッケクルブ賞の距離短縮に伴い廃止された。
ヴィロフレイ（Viroflay）の競走馬飼育家、オーギュスト・リュパン（1807-1895）の名に由来する。

## 記録
最多騎手（7勝）
- ジョージ・スターン – Saxon (1901), Ajax (1904), Genial (1905), Floraison (1912), Insensible (1919), Ksar (1921), Irismond (1924)

最多調教師 (7勝):
- Tom Jennings, Sr. – Mademoiselle de Chantilly (1857), Union Jack (1859), Le Mandarin (1865), Trocadero (1867), Braconnier (1876), Clementine (1878), Leon (1881)

最多馬主 (7勝):
- フレデリック・ド・ラグランジュ（フランス語版） – Mademoiselle de Chantilly (1857), Union Jack (1859), Le Mandarin (1865), Trocadero (1867), Braconnier (1876), Clementine (1878), Leon (1881)
- Edmond Blanc – Soukaras (1883), Gouverneur (1891), Gouvernail (1894), Saxon (1901), Caius (1903), Ajax (1904), Genial (1905)
- エドゥアール・ド・ロチルド – Sans Souci (1907), Floraison (1912), Le Farina (1914), Bubbles (1928), Brantome (1934), Aromate (1935), Bacchus (1939)
- マルセル・ブサック – Irismond (1924), Tourbillon (1931), Ardan (1944), Djelal (1947), Ambiorix (1949), Dankaro (1974), Acamas (1978)

## 歴代優勝馬
- 1863 ドラール
- 1899 ホロコースト
- 1904 アジャックス
- 1908 オーヴァーサイト
- 1921 クサール
- 1931 トウルビヨン
- 1934 ブラントーム
- 1941 ルパシャ
- 1949 アンビオリクス
- 1950 タンティエーム
- 1960 シャーロッツヴィル
- 1965 シーバード
- 1968 リュティエ
- 1973 カラムーン
- 1975 グリーンダンサー
- 1976 ユース
- 1979 トップヴィル
- 1988 Exactly Sharp
- 1989 Galetto
- 1990 Epervier Bleu
- 1991 Cudas
- 1992 Johann Quatz
- 1993 エルナンド
- 1994 Celtic Arms
- 1995 Flemensfirth
- 1996 エリシオ
- 1997 Cloudings
- 1998 クロコルージュ
- 1999 Gracioso
- 2000 シーロ
- 2001 チチカステナンゴ
- 2002 Act One
- 2003 ダラカニ
- 2004 Voix du Nord